# Oanh cổ trắng
Larvivora sibilans là một loài chim trong họ Muscicapidae.
Phạm vi sinh sản của loài này kéo dài từ miền nam Siberia và biển Okhotsk tới miền nam Trung Quốc và Đông Nam Á.
Loài chim này ăn côn trùng và di cư sinh sản trong rừng tại rừng taiga ở Đông Bắc Á và phía nam Mông Cổ, và trú đông ở Đông Nam Á và miền nam Trung Quốc. 